# Ferdinand von Bissingen-Nippenburg

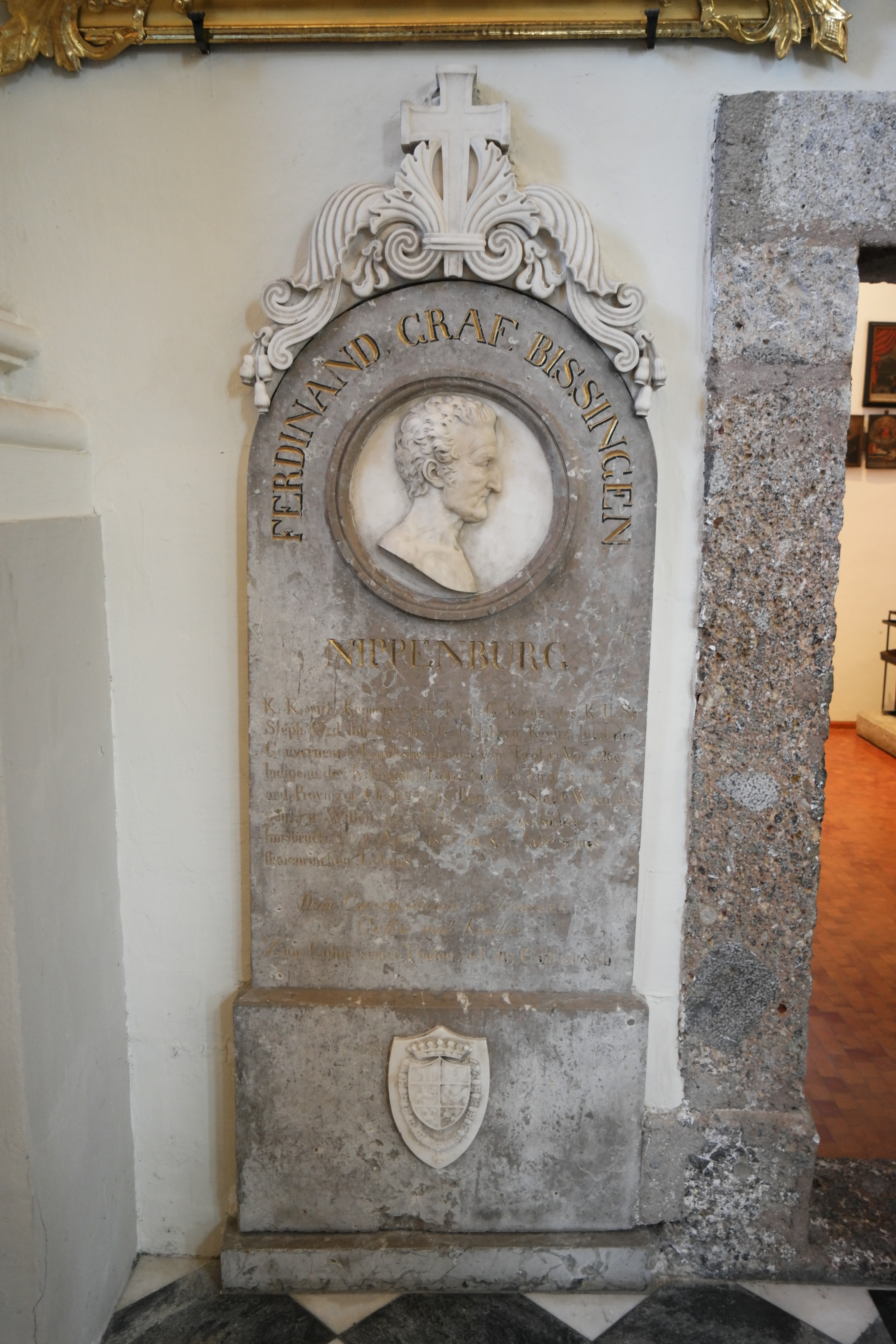
Grab von Ferdinand von Bissingen-Nippenburg in der Basilika Innsbruck-Wilten

Ferdinand Ernst Maria Anton Graf von Bissingen-Nippenburg (* 2. Februar 1749 in Wilten; † 22. April 1831 ebenda) war ein österreichischer Beamter und Politiker.

## Leben
Seine Eltern waren Joseph Kajetan Leopold Graf von Bissingen und Nippenburg, damals Kämmerer und Regierungsrat bei der Ober- und Vorderösterreichischen Regierung in Innsbruck, und dessen Gemahlin Freiin Amalia Antonia von Spaur-Flavon. Die väterliche Familie stammte aus Vorderösterreich (Schramberg). Ferdinand von Bissingen-Nippenburg verkaufte 1789 die Herrschaft Grundsheim an die Fürsten von Thurn und Taxis. 
Im Jahr 1774 verehelichte Graf Ferdinand sich mit Maria Anna Amalia von Stotzingen, nach deren Tod heiratete er 1798 Maria Gräfin von Thurn-Valsassina.

### Laufbahn
Ferdinand Ernst Maria studierte in Konstanz, Freiburg im Breisgau und Würzburg mit ausgezeichnetem Erfolg.
Die Vorbereitung zum höheren Staatsdienst erwarb er beim Kaiserlichen Hofkammergericht in Wetzlar.
In der Folge wurde er
- Kurfürstlich-Kölnischer Kämmerer
- 1787–1791 Landvogt in Ober- und Hohenberg in Rottenburg am Neckar
- 1791 k. k. Kämmerer und Hofrat
- 1792 Ober-Landeskommissär bei der k. k. Rhein-Armee
- 1794 Präsident der vorderösterreichischen Landrechte
- 1797–1801 Gouverneur von Tirol-Vorarlberg
- 1802 bis 1805 Hofkommissär und Generalgouverneur der eben österreichisch gewordenen venezianischen Provinzen
- Anfang 1806 außerordentlicher Kommissär für die Verwaltung des eben österreichisch gewordenen Herzogtums Salzburg
- 1807–1809 (nach anderen: 1805–1809) Präsident (der Landesregierung) des Erzherzogtums Österreich unter der Enns, 1810 Ehrenbürger von Wien
- 1809 Übernahms-Hofkommissär in den Provinzen Steiermark und Kärnten (das 1809 im Frieden von Schönbrunn an Frankreich fiel)
- 1810 bis 1815 Gouverneur der Steiermark
- 1815 bis 1819 wieder Gouverneur von Tirol und Vorarlberg, 1816 zugleich Landeshauptmann (und mit der Rückübernahme Tirols in die österreichische Verwaltung betraut).
- 1819/1820 widmete er sich als Gouverneur von Venetien der Stabilisierung der österreichischen Herrschaft in diesem im Jahr 1815 wieder habsburgisch gewordenen Gebiet, nach anderer Quelle (Waller-Chronik) ging er bereits 1819 in Pension.

Mit Entschließung vom 26. September 1819 erhielt er in Anerkennung seines Wirkens eine königlich-ungarische Kameralherrschaft (donatio regia mixta).

## Sonstiges
Er hatte einen Sohn, Cajetan von Bissingen-Nippenburg, der ebenfalls Gouverneur von Venetien und von Tirol wurde. Beider Grabmal befindet sich in der Wiltener Basilika.